# قناة سيما
سيما هي قناة أفلام مصرية، أنشئت في يوم 6 مايو 2009، وتقدم الأفلام القديمة خلال حقبة السبعينات والثمانينات والتعسينات من القرن العشرين، المصرية منها والعربية، يستمر بثها علي مدار الأربع والعشرين ساعة يومياً، القناة تابعه لشبكة راديو وتلفزيون العرب تبث القناة على تردد «12034» أفقي علي نايل سات.

## وصلات خارجية
- دليل قناة سيما علي موقع السينما